# موراي إم. هاريس
موراي إم. هاريس (بالإنجليزية: Murray M. Harris)‏ هو صانع آلات أرغن أمريكي، ولد في 1866 في إلينوي في الولايات المتحدة، وتوفي في 1922.